# Grades de la Marine impériale japonaise durant la Seconde Guerre mondiale
Cette page présente les grades militaires en vigueur dans la Marine impériale japonaise durant la Seconde Guerre mondiale.

## Officiers
| Rang                                      | Traduction française                                             | Insigne de manche                 | Insigne d'épaule |
| ----------------------------------------- | ---------------------------------------------------------------- | --------------------------------- | ---------------- |
| 大元帥海軍大将 (Dai-gensui-Kaigun-Taishō) | Lord grand-amiral (Empereur du Japon)                            |                                   |                  |
| 元帥海軍大将 (Gensui-kaigun-taishō)       | Grand-amiral                                                     | Et son badge porté à la poitrine: |                  |
| 海軍大将 (Kaigun-taishō)                  | Amiral                                                           |                                   |                  |
| 海軍中将 (Kaigun-chūjō)                   | Vice-amiral                                                      |                                   |                  |
| 海軍少将 (Kaigun-shōshō)                  | Contre-amiral                                                    |                                   |                  |
| 海軍大佐 (Kaigun-daisa)                   | Capitaine de vaisseau                                            |                                   |                  |
| 海軍中佐 (Kaigun-chūsa)                   | Capitaine de frégate                                             |                                   |                  |
| 海軍少佐 (Kaigun-shōsa)                   | Capitaine de corvette                                            |                                   |                  |
| 海軍大尉 (Kaigun-dai-i)                   | Lieutenant de vaisseau                                           |                                   |                  |
| 海軍中尉 (Kaigun-chūi)                    | Sous-lieutenant de vaisseau (Enseigne de vaisseau de 1re classe) |                                   |                  |
| 海軍少尉 (Kaigun-shōi)                    | Enseigne (Enseigne de vaisseau de 2e classe)                     |                                   |                  |

## Hommes du rang
| Rang                                 | Rang                                 | Rang                                 | Traduction française          | Insigne de manche       | Insigne d'épaule        |
| Sous-officiers (下士官)              | Sous-officiers (下士官)              | Sous-officiers (下士官)              | Sous-officiers (下士官)       | Sous-officiers (下士官) | Sous-officiers (下士官) |
| ------------------------------------ | ------------------------------------ | ------------------------------------ | ----------------------------- | ----------------------- | ----------------------- |
| 兵曹長 (Heisōchō)                    | 兵曹長 (Heisōchō)                    | 兵曹長 (Heisōchō)                    | Maître principal              |                         |                         |
| 海軍士官候補生 (Kaigun-sikankōhosei) | 海軍士官候補生 (Kaigun-sikankōhosei) | 海軍士官候補生 (Kaigun-sikankōhosei) | Aspirant                      |                         |                         |
| Rang                                 | Traduction française                 | Rang                                 | Traduction française          | Insigne                 | Insigne                 |
| Avant 1942                           | Avant 1942                           | Après 1942                           | Après 1942                    | Insigne                 | Insigne                 |
| 一等兵曹 (Ittō-heisō)                | Maître                               | 上等兵曹 (Jōtō-heisō)                | Premier maître                |                         |                         |
| 二等兵曹 (Nitō-heisō)                | Second maître de 1re classe          | 一等兵曹 (Ittō-heisō)                | Maître                        |                         |                         |
| 三等兵曹 (Santō-heisō)               | Second Maître de 2e classe           | 二等兵曹 (Nitō-heisō)                | Second maître                 |                         |                         |
| Matelots（兵）                       |                                      |                                      |                               |                         |                         |
| 一等水兵 (Ittō-suihei)               | Quartier-maître-chef                 | 水兵長 (Suihei-chō)                  | Quartier-maître de 1er classe |                         |                         |
| 二等水兵 (Nitō-suihei)               | Quartier-maître                      | 上等水兵 (Jōtō-suihei)               | Quartier-maître de 2e classe  |                         |                         |
| 三等水兵 (Santō-suihei)              | Matelot breveté                      | 一等水兵 (Ittō-suihei)               | Matelot de 1re classe         |                         |                         |
| 四等水兵 (Yontō-suihei)              | Matelot                              | 二等水兵 (Nitō-suihei)               | Matelot de 2e classe          |                         |                         |

## Observations
Galons sur fond :
| Couleur      | Branche                                    |
| ------------ | ------------------------------------------ |
| Violet       | Kikwan = Ingénieur mécanicien              |
| Brun         | Zoki = Génie maritime                      |
| Brun-pourpre | Zohei = Artillerie navale                  |
| Rouge        | Gun-I = Médecins                           |
| Blanc        | Shukei = Commissaires                      |
| Bleu ciel    | Officiers d'aviation; Zuiro = Hydrographes |

En petite tenue de service, les galons sont en broderie noire.